# Storstrømsbroens Indvielse 26. September 1937
|  | Denne artikel er oprettet af botten Steenthbot ud fra en ekstern database. Den kan derfor have sproglige fejl eller mangler. Denne skabelon kan fjernes efter kontrol af indholdet. |

Storstrømsbroens Indvielse 26. September 1937 er en dansk dokumentarfilm fra 1937.

## Handling
Ugerevy med højdepunkter fra indvielsen.